# Catch My Breath
Catch My Breath – piosenka amerykańskiej piosenkarki Kelly Clarkson wydana 10 października 2012 roku. Utwór pochodzi z płyty „Greatest Hits – Chapter One” i był pierwszym singlem zapowiadającym to wydawnictwo. Nad utworem Clarkson pracowała z Jasonem Halbertem i Erikiem Olsonem. Utwór "Catch My Breath" dotarł do 19. miejsca na liście Billboard Hot 100 oraz 1. na Hot Dance Club Songs. Zajął także wysokie pozycje na listach przebojów w Kanadzie, Korei Południowej (2. miejsce na Gaon Singles Chart), Holandii czy Belgii.
Teledysk do utworu miał premierę 12 listopada 2012 roku na kanale Vevo. Został nakręcony w Londynie przez Nadię Marquard Otzen i pokazuje Clarkson śpiewającą nad wodą, w podmuchach wiatru, otoczoną przez ogień i dym. W całym klipie prezentowane są elementy wody, ognia i powietrza.